# Gernsback (cràter)

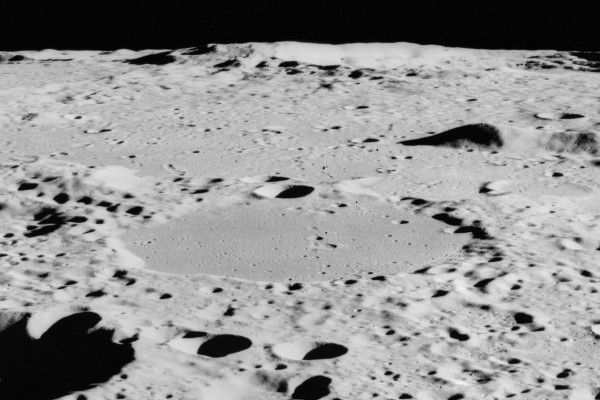
Fotografia de la missió Apol·lo 15

Gernsback és un cràter d'impacte situat a la cara oculta de la Lluna, concretament a la irregular part nord-est del Mare Australe, just darrere de l'extremitat del sud-est. Durant els períodes de libració favorable el cràter pot ser vist des de la Terra, encara que s'albira lateralment i, per tant, sense massa detall. Es troba a una distància d'aproximadament un diàmetre del cràter situat al nord Lamb (de major grandària), i al sud-oest de Parkhurst.
L'interior d'aquest cràter ha estat inundat per la lava, deixant una superfície plana amb una albedo baixa que coincideix amb l'aspecte fosc de la regió de la mar lunar al sud i a l'oest. El brocal és un relleu prim, de forma circular i amb certa erosió al llarg de la vora del sud-est. Un petit cràter travessa el bord sud.

## Cràters satèl·lit
Per convenció, aquests elements són identificats als mapes lunars posant la lletra al costat del punt mitjà del cràter que està més prop de Gernsback.
|           | \| Gernsback \| Coordenades \| Diàmetre \| \| --------- \| -------------------------------------- \| -------- \| \| H \| 38° 12′ S, 103° 30′ E / 38.2°S,103.5°E \| 43 km \| \| J \| 37° 42′ S, 101° 54′ E / 37.7°S,101.9°E \| 18 km \| |          |
| Gernsback | Coordenades | Diàmetre |
| H         | 38° 12′ S, 103° 30′ E / 38.2°S,103.5°E | 43 km    |
| J         | 37° 42′ S, 101° 54′ E / 37.7°S,101.9°E | 18 km    |